# Phrynocephalus mystaceus
Phrynocephalus mystaceus är en ödleart som beskrevs av  Peter Simon Pallas 1776. Phrynocephalus mystaceus ingår i släktet Phrynocephalus och familjen agamer.
Arten förekommer i Centralasien från regioner i Ryssland kring norra Kaspiska havet över centrala Kazakstan till området kring Balchasjsjön och till norra Xinjiang i Kina. Från centrala Kazakstan fortsätter utbredningsområdet söderut till Uzbekistan, Turkmenistan och norra Iran. Denna paddagam vistas i regioner som ligger -45 till 1000 meter över havet. Habitatet utgörs främst av sanddyner med glest fördelad växtlighet. På brantare sluttningar hittas istället släktingen Phrynocephalus interscapularis.
Individerna håller mellan början av oktober till mars vinterdvala. De gömmer sig i självgrävda jordhålor där ingången ligger i skyddet av en buske. Phrynocephalus mystaceus äter främst insekter som kompletteras med några växtdelar. Honor kan två gånger under den varma årstiden lägga upp till sex ägg per tillfälle. Ungarna blir könsmogna efter ungefär två år.
I begränsade områden hotas beståndet av landskapets omvandling till jordbruksmark, betesmarker, samhällen och sandtäkter. Några exemplar fångas och hölls som sällskapsdjur. Isolerade populationer som den vid staden Machatjkala är utrotningshotade. I andra delar av utbredningsområdet är Phrynocephalus mystaceus inte sällsynt. IUCN listar arten som livskraftig (LC).

## Underarter
Arten delas in i följande underarter:
- P. m. aurantiacaudatus
- P. m. mystaceus
- P. m. galli